# Magic and Loss
Albums de Lou Reed
Songs for Drella
(1990) Between Thought and Expression: The Lou Reed Anthology
(1992)
Magic and Loss est un album-concept de Lou Reed sorti en 1992. Il s'agit de son 16e album.

## Genèse et enregistrement
L'album est inspiré à Lou Reed par la mort de deux de ses amis, le compositeur Doc Pomus et Rotten Rita, une figure de la Factory, l'atelier d'artiste ouvert par Andy Warhol à New York.

## Pistes
| 1.  | Dorita (The Spirit)                             | Lou Reed | Lou Reed              | 1:07 |
| 2.  | What's Good (The Thesis)                        | Lou Reed | Lou Reed              | 3:22 |
| 3.  | Power and Glory (The Situation)                 | Lou Reed | Mike Rathke, Lou Reed | 4:24 |
| 4.  | Magician (Internally)                           | Lou Reed | Lou Reed              | 6:23 |
| 5.  | Sword of Damocles (Externally)                  | Lou Reed | Lou Reed              | 3:42 |
| 6.  | Goodby Mass (In a Chapel Bodily Termination)    | Lou Reed | Lou Reed              | 4:26 |
| 7.  | Cremation (Ashes to Ashes)                      | Lou Reed | Lou Reed              | 2:54 |
| 8.  | Dreamin' (Escape)                               | Lou Reed | Mike Rathke, Lou Reed | 5:10 |
| 9.  | No Chance (Regret)                              | Lou Reed | Lou Reed              | 3:15 |
| 10. | Warrior King (Revenge)                          | Lou Reed | Lou Reed              | 4:27 |
| 11. | Harry's Circumcision (Reverie Gone Astray)      | Lou Reed | Lou Reed              | 5:29 |
| 12. | Gassed and Stoked (Loss)                        | Lou Reed | Mike Rathke, Lou Reed | 4:19 |
| 13. | Power and Glory, Part II (Magic Transformation) | Lou Reed | Mike Rathke, Lou Reed | 2:57 |
| 14. | Magic and Loss (The Summation)                  | Lou Reed | Mike Rathke, Lou Reed | 6:39 |